# Lustmord
Brian Lustmord Williams es un músico de origen británico, nacido en Gales. Está reconocido como uno de los creadores del género musical dark ambient gracias a su álbum Heresy, un trabajo que ha sido descrito como «piedra angular del dark ambient, de las atmósferas asfixiantes y lúgubres, de los ambientes más profundos y sórdidos».

## Historia
Comenzó a grabar como Lustmord en 1980 antes de unirse a SPK en 1982. Lustmord ha extraído grabaciones de campo hechas en criptas, cuevas, y mataderos, y lo ha combinado con encantaciones rituales y vientos tibetanos. Sus tratamientos de fenómenos acústicos tratados digitalmente potenciando la sonoridad grave y atronadora dotan a su música de una ambientación oscura. Algunas de las colaboraciones más notables de Lustmord incluyen a Robert Rich en el críticamente aclamado Stalker, el álbum de Jarboe, Men's Album, varias re-mezclas en álbumes anteriores y el grupo The Melvins en Pigs of the Roman Empire.
Uno de sus primeros proyectos paralelos, Terror Against Terror con Andrew Lagowski, era un grupo de hardtechno que incorporaba muestras y sonidos de películas con tiroteos y otras actividades militares. Se pensó que esta grabación era la primera parte de una trilogía, y que el concepto era que sucesivamente cada pista de cada disco iba a ser más ruidosa que la anterior y la grabación final terminaría por ser solamente ruido. Sin embargo, el primer disco decayó durante dos años sin salir a la luz pública y perdió su fuerza innovadora cuando finalmente se publicó. Los otros dos discos nunca fueron grabados.
Trabajó con la grabación de los sencillos Schism y Parabola de Tool, los cuales salieron a la venta el 20 de diciembre del 2005. Lustmord también contribuyó en el álbum 10,000 days en 2006.
Apareció por primera vez en vivo en sus 25 años de carrera como parte de una ceremonia masiva organizada por la Iglesia de Satán que tuvo lugar el 6-6-06.  Una grabación de su participación llamada Lustmord Rising (06.06.06) salió a la venta ese mismo año.
En febrero del 2007 salió a la venta el álbum titulado Juggernaut en el sello Hydra Head Records, una colaboración junto a King Buzzo de Melvins.

## Discografía
- 1981 - Lustmørd
- 1983 - Lustmordekay
- 1984 - Paradise Disowned
- 1990 - Heresy
- 1991 - A Document of Early Acoustic & Tactical Experimentation
- 1992 - The Monstrous Soul
- 1993 - Crash Injury Trauma (como Isolrubin BK)
- 1994 - The Place Where the Black Stars Hang
- 1994 - Trans Plutonian Transmissions (como Arecibo)
- 1995 - Stalker (con Robert Rich)
- 1996 - Strange Attractor / Black Star
- 1997 - Lustmord vs. Metal Beast (con Shad T. Scott)
- 2000 - Purifying Fire
- 2001 - Metavoid (Nextera)
- 2002 - Law of the Battle of Conquest (con Hecate)
- 2002 - Zoetrope (Nextera)
- 2004 - Carbon/Core
- 2004 - Pigs of the Roman Empire (con The Melvins)
- 2006 - Lustmord Rising (06.06.06)
- 2007 - Juggernaut (con King Buzzo)
- 2008 – [ O T H E R ]
- 2008 – "D" Is for Dubby - The Lustmord Dub Mixes
- 2009 – [ THE DARK PLACES OF THE EARTH ]
- 2009 – [ T R A N S M U T E D ]
- 2009 – [ B E Y O N D ]
- 2009 – [ O T H E R D U B ]
- 2010 – Heretic
- 2013 – The Word As Power
- 2014 – Krakow
- 2016 – Dark Matter
- 2019 – First Reformed
- 2020 – Hobart
- 2020 – Stockholm
- 2020 – Maschinenfest
- 2020 – Lublin
- 2020 – Berlin
- 2020 – Trinity
- 2020 – The Fall / Dennis Johnson's November
- 2021 – Alter (con Karin Park)
- 2022 – The Others (Lustmord Deconstructed)